# Ōkura Nagatsune

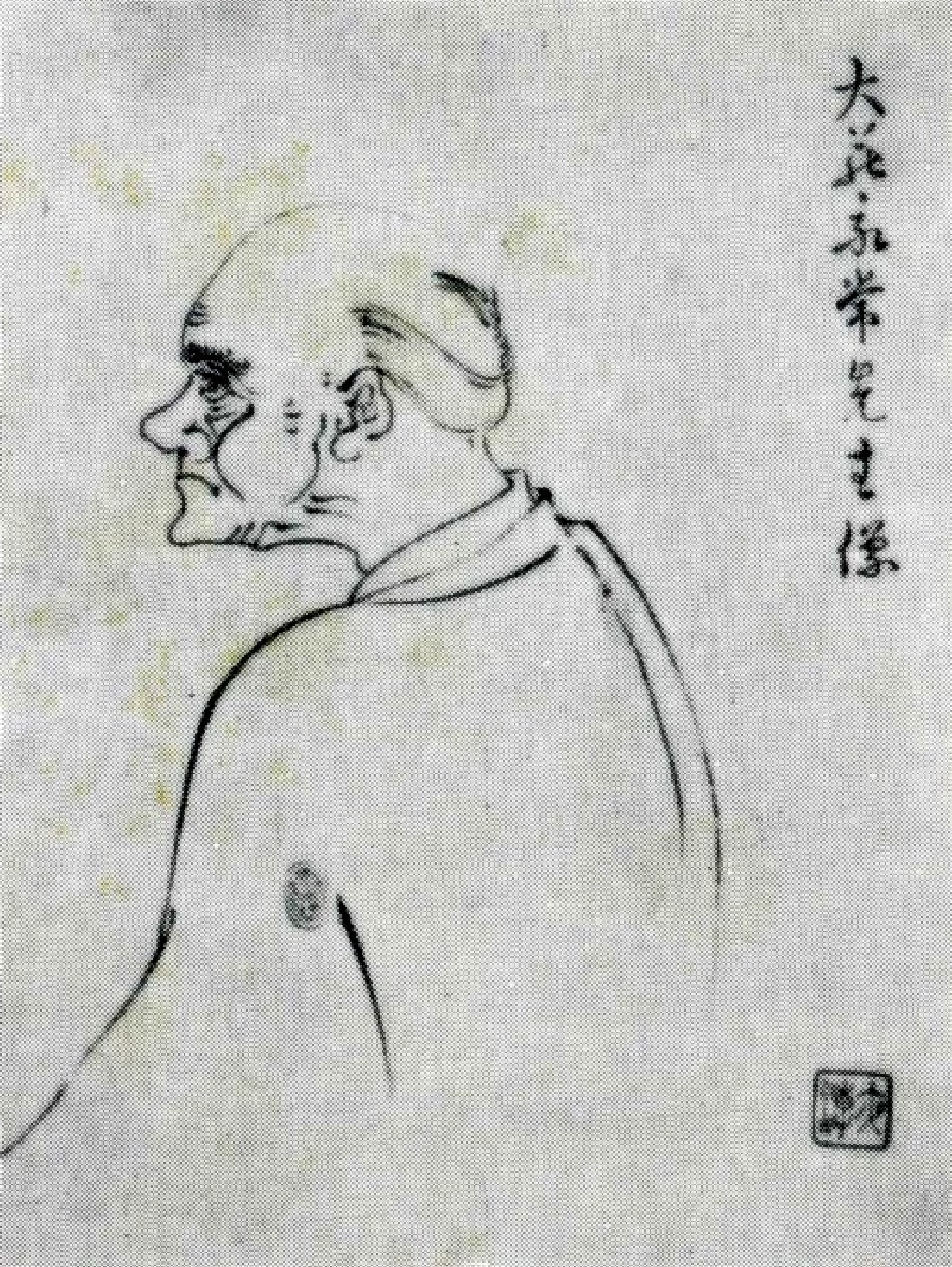
Ōkura Nagatsune

Ōkura Nagatsune (japanisch 大蔵 永常; geboren 1768 in Kuma (Provinz Bingo); gestorben nach 1856) war ein japanischer Agronom mit breiter Publikationstätigkeit.

## Leben und Wirken
Ōkura Nagatsune hatte einen Großvater, der ein ausgezeichneter Baumwollzüchter war. Der verkaufte sein Produkt unter dem Handelsnamen „Wataya“ (綿屋), und es wird angenommen, dass er Baumwolle nicht nur angebaut, sondern auch verarbeitet hat. Nach dem Tod seines Großvaters im Jahr 1778 wurde der Baumwollanbau aufgegeben. Ōkura arbeitete zusammen mit seinem Vater in der Wachsfabrik eines Verwandten. Er hatte einen starken Wunsch zu lernen, aber sein Vater hinderte ihn daran, sich mit dem Konfuzianismus zu befassen. Und so begann er Landwirtschaft zu studieren.
Mit 20 Jahren verließ Ōkura seine Heimatstadt, reiste in Kyūshū umher, erlebte das Ende der „Großen Hungersnot während der Temmei-Zeit“ (天明の大飢饉), die sechs Jahre gedauert hatte, und zog mit 29 nach Osaka. Die nächsten sieben Jahre forschte er an verschiedenen Orten über Landwirtschaft und studierte außerdem Holländisch bei dem Rangaku-Gelehrten Hashimoto Sōkichi (橋本 宗吉; 1763–1836). 1802 veröffentlichte er 3 Bände von „Nōka eki“ (農家益) – „Gewinn des Landwirts“, danach schrieb er bis zu seinem Tod mehr als 30 Bücher zur Landwirtschaft.
1825 ging Ōkura nach Edo und arbeitete ab 1834 auf Empfehlung des dort lebenden Watanabe Kazan in der Residenz des Tawara-Clan (Provinz Mikawa) in Edo, ab 1844 beim Hamamatsu-Klan. 1856 versammelten sich viele Freunde, um seine Langlebigkeit – er wurde 88 Jahre alt zu feiern. Er hatte über 80 Werke veröffentlicht, die sich nach ihrem Inhalt wie folgt klassifizieren lassen:
1. Publikationen im Zusammenhang mit Sonderkulturen „Nōka eki“ (農家益) – „Gewinn des Landwirts“, „Ryūrin hyappō“ (琉藺百方) – „100 Anwendungen der Binsen“, „Kansha taisei“ (甘蔗大成) – „Großer Erfolg mit Zuckerrohr“, „Mempo yōmu“ (綿圃要務) – „Vorkehrungen für Baumwolle“,  Shōshi hitsuyō (抄紙必用) – „Notwendige Voraussetzungen für die Papierherstellung“, „Aburana-roku“ (油菜録) – „Notizen zu Ölpflanzen“, Seikatsu-roku (製葛録) – „Notizen zur Pfeilwurzelproduktion“, „Nō kagyōji“ (農稼業事) – „Landwirtschaftlicher Betrieb“, „Kadota no Sakae“ (門田之栄) – „Nutzung kleiner Felder“, „Kokusan-kō“ (国産考) – „Überlegungen zur heimischen Produktion“, „Kōeki kokusan kō“ (広益国産考) – „Überlegungen zur gewinnbringenden heimischen Produktion“.
2. Publikationen im Zusammenhang mit Reisanbau: „Rōnō sawa“ (老農茶話) – „Geschichte des alten Bauern beim Tee“, „Toyoka-roku“ (豊稼録) – „Bericht über gutes Einkommen“, „Saishuhō“ (再種方) – „Methode der Wiederaussaat“, „Jokōroku“ (除蝗録) – „Vertreibung von Heuschrecken“, „Nōkaku bairon“ (農稼肥培論) – „Landwirtschaftlicher Erfolg mit Düngemitteln“.
3. Publikationen in Bezug auf landwirtschaftliche Werkzeuge „Nōgu benri-ron“ (農具便利論) – „Nützlichkeit landwirtschaftlicher Geräte, eine Übersicht“.
4. Publikationen zum täglichen Leben: „Minka Sodategusa“ (民家育草) – „Heranziehen von Gräsern für Bürger“, „Bunshō hayabiki taisei“ (文章早引大成) – „Großes Nachschlagewerk“, „Taya sawa“ (田家茶話) – „Teegespräche zum Felderbetrieb“, „Nichiyō joshoku kamado no nigiwai“ (日用助食竈賑) – „Das notwendige tägliche Essen, Gespräch am Küchenherd“, „Tokuyō shokugami“ (徳用食鑑) – „Nachschlagewerk zum guten Essen“, „Nōka kokoro-e gusa“ (農家心得草) – „Anweisungen für die Bauernfamilie“, „Shokumotsu nōdoku-shū“ (食物能毒集) – „Lebendmittelgifte, eine Zusammenstellung“, „Kanzen yawa“ (勧善夜話) – „Abendgespräch zum Guten“, „Yamaga yakuhō-shū“ (山家薬方集) – „Nützliche Medizin für Bergbewohner“, „Kyūkō hitsuran“ (救荒必覧) – „Hilfsmittel bei Hungersnot“.

Die Tatsache, dass seine Bücher ausführlich über spezielle Feldfrüchte berichten und dass alles konkret beschrieben wird, spiegelt die Aufnahmebereitschaft für Anweisungen wider, die sich in seiner Zeit entwickelte.
Mit Miyazaki Yasusada (1623–1697) und Satō Nobuhiro (1769–1850) gehört Ōkura zu den „Drei Großen Agrargelehrten“ (三 大農学者, San dai-nōgakusha) der Edo-Zeit.

## Bilder

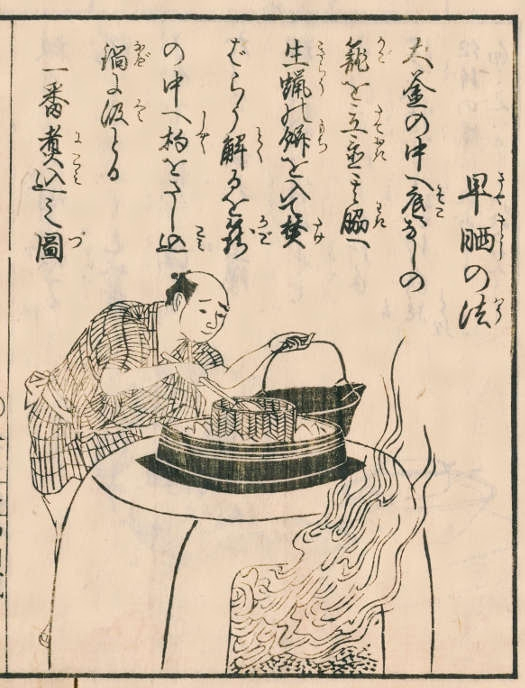
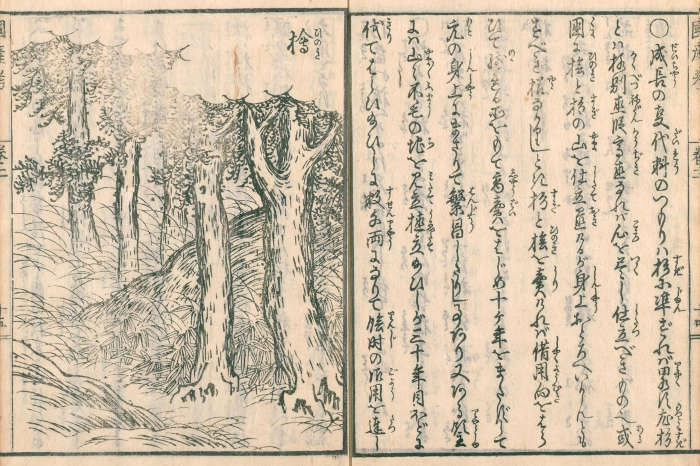
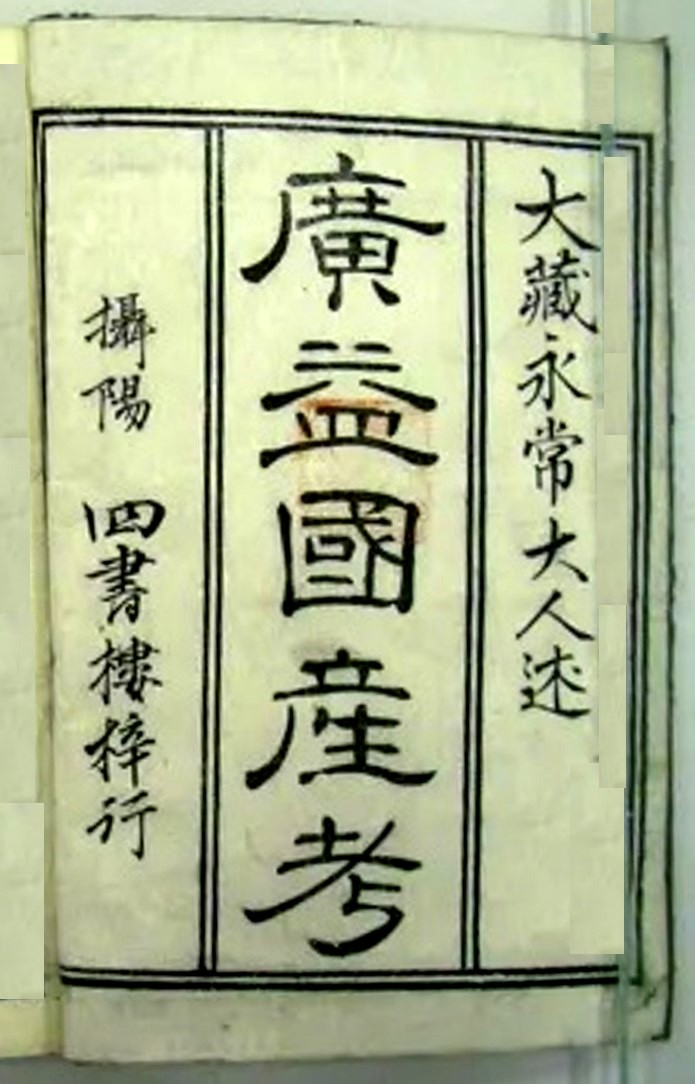

- [1]